# LaKela Brown
LaKela Brown (nascida em 1982) é uma artista do Brooklyn que trabalha com escultura e relevo em gesso. O seu trabalho é fortemente influenciado pela cultura hip-hop e pela estética afro-americana.

## Educação
Brown nasceu em Detroit, Michigan. Obteve um BFA em 2005 do College for Creative Studies em Detroit.

## Exposições individuais
As primeiras exposições individuais de Brown ocorreram em 2007 na Moka Gallery, Chicago, e no Alumni/Faculty Hall of the College for Creative Studies em Detroit. Desde então, ela exibiu o seu trabalho na Jackie Klempay, Brooklyn, e na Cave Gallery, Detroit, e o seu trabalho foi apresentado em todo o Rockefeller Center durante o verão de 2019. Em 2018 teve a sua primeira exposição internacional, Untitled na Lars Friedrich Gallery, em Berlim, bem como Material Relief na Reyes | Finn, em Detroit. Ela foi exibida em Possessões de Superfície em 56 Henry no verão de 2019.